# The Punisher (2.ª temporada)
A segunda temporada de The Punisher, série de televisão americana baseada no personagem de mesmo nome da Marvel Comics, gira em torno de Frank Castle, salvando uma garota de ser assassinada, forçando-o a decidir se deve abraçar sua vida como o Justiceiro. Se passa no Universo Cinematográfico Marvel (MCU/UCM), compartilhando continuidade com os filmes e as demais séries de televisão da franquia. A temporada foi produzida pela Marvel Television em associação com a ABC Studios e a Bohemian Risk Productions, com Steve Lightfoot sendo o showrunner.
Jon Bernthal interpreta Frank Castle, com os principais membros do elenco, Ben Barnes, Amber Rose Revah e Jason R. Moore retornando da primeira temporada. Eles se juntam a Josh Stewart, Floriana Lima e Giorgia Whigham. A ex-série regular Deborah Ann Woll retorna como convidada. Uma segunda temporada de The Punisher foi encomendada em dezembro de 2017, um mês após o lançamento da primeira temporada. Os novos membros do elenco foram adicionados em fevereiro de 2018. As filmagens foram iniciadas na cidade de Nova Iorque no mês seguinte e foram concluídas em agosto.
A temporada de 13 episódios foi lançada em 18 de janeiro de 2019. A Netflix cancelou a série em 18 de fevereiro de 2019.

## Episódios
| N.º geral | N.º na temp. | Título                                          | Dirigido por               | Escrito por                      | Lançamento            |
| --- | ------------ | ----------------------------------------------- | -------------------------- | -------------------------------- | --------------------- |
| 14 | 1            | "Roadhouse Blues" "Briga de Bar"                | Jim O'Hanlon               | Steve Lightfoot                  | 18 de janeiro de 2019 |
| Castle conhece uma jovem em um bar que o insulta. A garota mais tarde liga para um gangster russo, solicitando uma reunião para vender algumas fotos. Desconhecido para ela, o gângster está amarrado a uma cadeira e é interrogado por um homem que procura as fotos. Depois de desligar, ele mata o gângster. Castle lida com um bêbado beligerante que estava atacando e insultando o barman, Beth. Depois, ela pede que ele tome uma bebida em sua casa. Na noite seguinte, Castle volta ao bar para se encontrar com Beth, mas percebe um grupo de pessoas vasculhando o local enquanto a jovem tenta evitá-los. Uma luta acontece quando Castle intervém, mas Beth leva um tiro. Ele a leva para um caminhão próximo e vai para o hospital mais próximo, levando a garota com ele. Castle atira e mata mais membros do grupo que os estava seguindo, chega ao hospital e Beth sobrevive. Mais tarde, Castle e a garota seguem em frente. Enquanto isso, Dinah Madani visita o quarto de hospital de Billy Russo. Logo depois que ela sai, ele abre os olhos. |              |                                                 |                            |                                  |                       |
| 15 | 2            | "Fight or Flight" "Lutar ou Fugir"              | Jim O'Hanlon               | Steve Lightfoot                  | 18 de janeiro de 2019 |
| Castle e a garota se hospedam em um motel em Larkville, Ohio, e ela trata seus ferimentos. A garota diz que seu nome é Rachel e Castle a interroga sobre por que as pessoas estão tentando matá-la. A gangue que os atacou os segue até o motel. Um tiroteio acontece em que Castle, Rachel e uma sequestradora restante sobrevivem, mas todos são presos pela polícia local. Madani visita Russo, que não se lembra de nada mais recente do que seu tempo nos fuzileiros navais. Madani visita Russo quase todos os dias e se recusa a acreditar que tem amnésia. Seu mentor, Rafi, tenta convencê-la a parar. Naquela noite, ela vai para casa e tem um pesadelo sobre Russo, logo antes de Castle acordá-la com uma ligação pedindo ajuda da delegacia do condado de Larkville. Ela diz que não, deixando-o para defender a delegacia de fanáticos religiosos liderados por um homem misterioso por conta própria. |              |                                                 |                            |                                  |                       |
| 16 | 3            | "Trouble the Water" "Agitar a Água"             | Jeremy Webb                | Ken Kristensen                   | 18 de janeiro de 2019 |
| Em um flashback, o homem misterioso é revelado como John Pilgrim, um homem piedoso e um ex-supremacista branco com dois filhos e uma esposa doente que frequenta regularmente uma igreja rural. O casal rico que financia os cuidados de saúde para sua esposa, Anderson e Eliza Schultz, diz que eles precisam dele para uma missão. No presente, o xerife Roy Hardin descobre que "Rachel" é um dos muitos apelidos usados pela garota. Com um pequeno exército de franco-atiradores mercenários, Pilgrim ataca a Estação do Xerife do Condado de Larkville, mas Castle escapa de suas restrições e mata todos os agressores. Pilgrim consegue se esgueirar atrás de Castle, mas antes que ele possa matar Castle, Madani aparece em um helicóptero do DHS para dizer a Castle que Russo escapou do hospital. Castle leva Rachel para sua proteção, e os três partem para Nova York. |              |                                                 |                            |                                  |                       |
| 17 | 4            | "Scar Tissue" "Cicatrizes do Passado"           | Iain B. MacDonald          | Angela LaManna                   | 18 de janeiro de 2019 |
| Flashbacks mostram sessões de aconselhamento entre Russo e o psicoterapeuta Dr. Krista Dumont, enquanto ele tenta recuperar suas memórias e forças em meio a pesadelos sobre um colete de caveira. É revelado que ele cresceu em um orfanato e sentiu que os militares eram a coisa mais próxima que ele tinha de uma família. No presente, Madani esconde Castle e Rachel em seu apartamento em Nova York. Castle então visita Curtis Hoyle para obter informações sobre Russo, mas o último acredita que seu ex-colega tem amnésia. Castle lembra Russo dizendo a ele sobre ter sido abusado por um de seus cuidadores de infância, que ele transmite a Madani e Mahoney, com o primeiro tentando encontrar o agressor enquanto o último tenta segui-la. Rachel quebra e diz a Castle que ela fazia parte de um grupo de trapaceiros de Chicago que havia sido pago por um gangster russo para tirar fotos de um homem beijando outro homem. Depois de concluir o trabalho, o grupo foi massacrado enquanto Rachel estava jantando para eles, forçando-a a fugir. Enquanto isso, Russo localiza seu agressor e o mata. Rachel descobre a história de Castle como o Justiceiro. Quando ela volta, ela revela que seu nome verdadeiro é Amy. Russo aparece no apartamento de Dumont pedindo ajuda, coberto de sangue. |              |                                                 |                            |                                  |                       |
| 18 | 5            | "One-Eyed Jacks" "O Jogo"                       | Stacie Passon              | Dario Scardapane                 | 18 de janeiro de 2019 |
| Frank obriga Turk Barrett a marcar uma reunião com os russos que contrataram o grupo de Amy para as fotos. Na academia dos russos, eles forçam Turk a fazer uma emboscada para Frank no apartamento de Turk. Frank, em vez disso, vai à academia e tem um confronto mortal com os russos restantes, enquanto extrai o nome de seu líder, Nikolai Poloznev, um empresário russo. Madani participa de uma das sessões de terapia em grupo de Hoyle. Billy faz amizade com um dos veteranos problemáticos em um bar. Os Schultz enviam Pilgrim para Nova York, designando-o para ir atrás dos russos. Ele mata os russos restantes na academia. |              |                                                 |                            |                                  |                       |
| 19 | 6            | "Nakazat"                                       | Jamie M. Dagg              | Christine Boylan                 | 18 de janeiro de 2019 |
| Castle e Amy desenvolvem as fotos para conhecer Poloznev. Peregrino rastreia e ameaça Madani entregar Amy e Castle. Depois de capturar Poloznev, Castle o interrogou, em que o russo explica que as fotos deveriam ser usadas para chantagear o senador David Schultz, um homossexual fechado que havia sido preparado para o poder por seus pais, os altamente religiosos Anderson e Eliza Schultz. Frank poupa a vida de Poloznev e diz para ele deixar o país com sua esposa e filha, mas Pilgrim mais tarde encontra Poloznev e o executa. Enquanto isso, Russo faz amizade com mais veteranos do grupo de terapia de Hoyle. Depois de espancar violentamente um motorista de caminhão por rebocar um carro, ele os convence de que eles são destinados à violência e planejam assaltar um banco. Hoyle ajuda um dos veteranos, aprendendo que Russo está se encontrando com eles. Russo retorna ao Dr. Dumont e lê seu arquivo. Ele a ataca, fazendo com que ela o esfaqueie na mão. Ele então a beija e ela retribui. |              |                                                 |                            |                                  |                       |
| 20 | 7            | "One Bad Day" "Um Dia Ruim"                     | Jet Wilkinson              | Felicia D. Henderson             | 18 de janeiro de 2019 |
| O relacionamento de Russo e Dr. Dumont se torna sexual. Hoyle, Castle e Madani seguem um dos veteranos que se encontravam com Russo, com Castle o interrogando brutalmente. Depois que descobrem o roubo planejado, Castle e Hoyle vão atrás de Russo enquanto Madani liga para Mahoney para que ele saiba sobre isso. Russo e sua gangue roubam um negócio de empréstimo, mas Castle o confronta enquanto usava o colete de insígnia de caveira de seus pesadelos. |              |                                                 |                            |                                  |                       |
| 21 | 8            | "My Brother's Keeper" "O Protetor do Meu Irmão" | Michael Offer              | Bruce Marshall Romans            | 18 de janeiro de 2019 |
| Depois que Russo congela ao ver Castle, que ele ainda acredita ser seu melhor amigo, sua gangue o agarra e eles tentam fugir. Castle os persegue, então Russo deixa seu veículo para confrontá-lo enquanto Curtis pega um franco-atirador atrás de Castle. Castle revela que ele foi o responsável por suas cicatrizes faciais e perda de memória. Castle e Hoyle hesitam quando tentam atirar em Russo, o que o deixa escapar. Mahoney persegue Castle e o pega, mas Hoyle intervém para que ele possa fugir. Russo mata os veteranos que discordam dele depois de chegarem ao encontro antes de retornar ao Dr. Dumont, sentindo-se traído por Castle. Enquanto estava no carro com Curtis, Castle percebe que Billy realmente perdeu a memória e isso o impediu de dar o tiro. Dumont apoia Billy, implicando que Castle não é o homem que Russo pensava que era. Ele então planeja usar os veteranos para criar um exército para enfrentar o mundo. Castle visita os túmulos de sua família para obter orientação, depois de se sentir relutante em matar Russo, enquanto ele desconhece seus crimes passados. |              |                                                 |                            |                                  |                       |
| 22 | 9            | "Flustercluck" "A Recompensa"                   | Salli Richardson-Whitfield | Steve Lightfoot & Ken Kristense  | 18 de janeiro de 2019 |
| O exército de Billy realiza um assalto e assassinato bem-sucedidos pela cidade. Anderson visita Pilgrim para definir uma recompensa para Castle e Amy, então ele entra em contato com mercenários. Russo invade o apartamento de Madani e a confronta com suas memórias esquecidas, onde ela revela que ele matou a família de Castle em um ato de ganância. Castle descobre que o esconderijo de Russo se chama Valhalla, mas ele é confrontado por mercenários após a recompensa em sua cabeça e ele os mata. Agora ciente da recompensa, Castle tenta entrar em contato com Amy, apenas para encontrá-la. Amy saiu para tentar fugir da cidade fazendo contato com um amigo de sua antiga gangue de Chicago, que aparentemente concorda em ajudar. Amy finalmente atende os telefonemas de Castle e conta sobre seus planos, mas descobre a recompensa deles. O amigo de Amy a trai por essa recompensa e traz mercenários atrás dela. Castle chega e mata todos, menos um, enquanto Amy se esconde em um armário de utilidades. O último mercenário é então desarmado por Amy e ela o atira antes que Castle o mate para que Amy não seja a assassina. Enquanto isso, um dos mercenários entra em contato com Pilgrim enquanto ele é confrontado por sua antiga gangue.                                           |              |                                                 |                            |                                  |                       |
| 23 | 10           | "The Dark Hearts of Men" "Coração Sombrio"      | Alex Garcia Lopez          | Steve Lightfoot & Angela LaManna | 18 de janeiro de 2019 |
| Em uma luta violenta, Pilgrim derrota sua antiga gangue enquanto sofre vários ferimentos. Ele então volta a usar drogas e álcool durante sua recuperação, duvidando de seu propósito. Castle e Hoyle exploram Valhalla, enquanto Russo os espia. Em flashback, Madani visita o Dr. Dumont para discutir Russo e Castle sobre uma garrafa de vinho. Depois, Dumont supõe que a única diferença entre eles é a crença de Castle de que ele é melhor do que suas vítimas devido ao seu código moral. No presente, Castle ataca Valhalla, acreditando que as mulheres que participam das festas da gangue todas as noites deixaram o prédio. Sabendo que ele ia atacar, Russo montou uma emboscada, onde sua gangue brutalmente bate e corta Castle. Depois que Russo sai, Castle mata todos e vai atrás dele. Enfurecido, ele atira às cegas em um cargo superior. De volta ao flashback, Dumont diz a Russo como quebrar Castle: destrua seu senso de superioridade moral sobre suas presas. No presente, Castle entra no escritório enquanto persegue Russo e encontra três mulheres mortas, causando-o a congelar de culpa quando a polícia chega. |              |                                                 |                            |                                  |                       |
| 24 | 11           | "The Abyss" "O Abismo"                          | Meera Menon                | Laura Jean Leal                  | 18 de janeiro de 2019 |
| Acreditando que ele matou três prostitutas durante seu ataque a Valhalla, Castle se permite ser preso. Enquanto ele está sob guarda armada do Departamento de Polícia de Nova York em um hospital, Karen Page o visita. Amy tenta libertar Castle antes que qualquer assassino possa persegui-lo quando souber da captura dele. Madani conta a Karen sobre evidências que não aparecem em Valhalla, então as duas mulheres vão ao necrotério do hospital para perguntar a um atendente o que ele aprendeu ao examinar os cadáveres das prostitutas mortas. Eles descobrem que as mulheres foram executadas de perto por Russo e seus homens antes que Castle chegasse. Um policial desonesto tenta primeiro matar Castle, e depois Amy, a fim de coletar a recompensa em suas cabeças. Ele é parado por Madani e Karen, e eles apresentam suas descobertas a Castle. Agora que Castle sabe como Russo o montou, ele permite que eles o levem e Amy para fora do hospital. A fuga é frustrada por Mahoney, que tenta transportar Castle para uma delegacia próxima em uma ambulância roubada, sem saber que Pilgrim os está perseguindo. |              |                                                 |                            |                                  |                       |
| 25 | 12           | "Collision Course" "Rota de Colisão"            | Stephen Kay                | Dario Scardapane                 | 18 de janeiro de 2019 |
| O peregrino emboscou Mahoney e Castle, empurrando sua ambulância de uma ponte de rodovia. Antes que ele possa terminar o trabalho, ele é derrubado pelo carro de Madani. Enquanto ela procura o corpo dele, ele rouba o carro dela quando Castle salva Mahoney dos destroços da ambulância. Castle obtém o endereço da residência do senador Schultz e o seqüestra para interrogatório sobre a descoberta de Pilgrim. Enquanto isso, Pilgrim descobre a localização do trailer de Hoyle no GPS de bordo de Madani e o interroga brevemente. Amy chega ao trailer e Pilgrim derruba Hoyle enquanto ela escapa. Ele volta para o hotel, sem saber que Amy se escondeu em seu carro. Percebendo que Dumont está em aliança com Russo, Madani vai para sua residência para confrontá-la, apenas para empurrá-lo para fora da janela do apartamento em legítima defesa depois que o psicoterapeuta a ataca. |              |                                                 |                            |                                  |                       |
| 26 | 13           | "The Whirlwind" "A Tormenta"                    | Jeremy Webb                | Steve Lightfoot                  | 18 de janeiro de 2019 |
| Depois de testemunhar a queda de Dumont, Russo tenta matar Madani em retaliação, mas é mortalmente baleado por ela e forçado a escapar quando a polícia chega. Enquanto isso, Amy notifica o paradeiro de Castle of Pilgrim, apenas para ser sequestrada pelo atirador durante o tiroteio que se seguiu. Hoyle liberta o senador Schultz e o entrega a Mahoney, que decide não prender Curtis por seu envolvimento. Pilgrim e Castle se envolvem em uma brutal luta corpo a corpo, com o último saindo por cima. Depois de Pilgrim ser convidado a poupar seus filhos, Castle usa o atirador para garantir um caminho para a residência Schultz. Depois de uma cirurgia subterrânea malfeita, Russo se refugia no porão de Hoyle no local de trabalho, onde espera Curtis sentar-se com ele até morrer. Castle, no entanto, chega e o executa. Mais tarde, Castle e Amy confrontam os Schultzes em sua mansão. Eliza tenta matar Amy, mas Castle mata a matriarca de Schultz e dá ao marido uma arma para usar em si mesmo. Quando o par sai, Anderson comete suicídio. Com Russo e os Schultzes despachados, Castle, Pilgrim e Amy seguem caminhos separados. É revelado que Dumont sobreviveu à queda. Três meses depois, Castle retoma suas atividades como o Justiceiro, enquanto Madani trabalha para a CIA.     |              |                                                 |                            |                                  |                       |

## Elenco e personagens
| - Jon Bernthal como Frank Castle / Justiceiro - Ben Barnes como Billy Russo - Amber Rose Revah como Dinah Madani - Jason R. Moore como Curtis Hoyle - Josh Stewart como John Pilgrim - Floriana Lima como Krista Dumont - Giorgia Whigham como Amy Bendix | - Royce Johnson como Brett Mahoney - Alexa Davalos como Beth Quinn - Corbin Bernsen como Anderson Schultz - Annette O'Toole como Eliza Schultz - Jordan Dean como Jake Nelson - Samuel Gomez como José - Jimi Stanton como Todd - Brett Bartholomew como Phillip | - Rob Morgan como Turk Barrett - Tony Plana como Rafael Hernandez - Mary Elizabeth Mastrantonio como Marion James - Deborah Ann Woll como Karen Page |

## Produção

### Desenvolvimento
Uma segunda temporada de The Punisher foi encomendada pela Netflix em dezembro de 2017, menos de um mês após o lançamento da primeira temporada. O showrunner Steve Lightfoot teve uma ideia do que seria uma segunda temporada quando soube pela primeira vez qual era a "jornada da primeira temporada" no início de seu trabalho na série, e não deixou a reação dos fãs à primeira temporada afetar seus planos. já que "algumas pessoas adoram, outras odeiam, outras estão no meio. Minha opinião pessoal é que você precisa ser fiel ao personagem e à história que escolhe contar". A temporada consiste em de 13 episódios.

### Roteiro e design
Lightfoot sentiu que o tema para a temporada era Frank Castle "adotando o manto" do Justiceiro. A temporada começa com Castle viajando pelos Estados Unidos como uma maneira de ele "dar uma olhada no país pelo qual lutou, mas nunca realmente viu", de acordo com Lightfoot. A figurinista Lorraine Calvert deu a Castle um visual "mais relaxado" enquanto ele viajava, fazendo com que ele usasse jeans azul. Castle finalmente veste outro colete com o conhecido símbolo do crânio do personagem, com Lightfoot e Jon Bernthal trabalhando para tornar esse "um momento integral, orientado pela trama" na temporada. Bernthal sentiu que eles "descobriram uma razão muito inteligente, muito tática, uma razão muito psicologicamente tática para usá-la", com isso fazendo "muito sentido". Lightfoot também falou sobre a inclusão de Karen Page na temporada, sentindo que o relacionamento entre ela e Castle continuaria "sendo muito importante".
O departamento de maquiagem trabalhou para colocar realisticamente as cicatrizes no rosto de Billy Russo, que ainda está se recuperando de seus ferimentos e está sofrendo de dano cerebral. Embora Russo se pareça com o personagem Retalho dos quadrinhos, ele não assume esse nome na temporada. Ben Barnes também raspou a cabeça para o papel nesta temporada e adota um sotaque mais denso e áspero de Nova York, "mais parecido com as raízes de Bensonhurst". Barnes sentiu que Russo tinha uma vulnerabilidade na temporada semelhante ao retrato de Vincent D'Onofrio de Wilson Fisk na primeira temporada de Demolidor. Dinah Madani ficou "apegada" a Russo, visitando diariamente o hospital com uma "visão de túnel sobre ele" completa. Amber Rose Revah acrescentou que Madani é "automedicante" após os eventos da primeira temporada, recorrendo a bebida e comportamento promíscuo. Como Krista Dumont é "[muito] tensa [e] não quer deixar ninguém entrar em seu mundo pessoal", Calvert trabalhou para tornar seu guarda-roupa igualmente oculto. Fazer isso "se tornou uma parte realmente importante de sua personagem, para se esconder atrás da fachada das roupas que a cobriam".

### Elenco
As estrelas que voltaram para a temporada foram confirmadas em fevereiro de 2018, incluindo Jon Bernthal como Frank Castle / Justiceiro, Ben Barnes como Billy Russo, Amber Rose Revah como Dinah Madani e Jason R. Moore como Curtis Hoyle. Anunciados como se juntando a eles para a temporada, Josh Stewart como John Pilgrim, Floriana Lima como Krista Dumont e Giorgia Whigham como Amy Bendix, com Corbin Bernsen como Anderson Schultz e Annette O'Toole como Eliza Schultz anunciada em maio. Deborah Ann Woll foi confirmada para reprisar seu papel como Karen Page em dezembro de 2018.

### Filmagens
As filmagens para a temporada começaram em 10 de março de 2018, em The Bellmores, Nova Iorque. As filmagens ocorreram em Albany, Nova Iorque, em meados de julho de 2018, com a produção na temporada terminando em agosto de 2018.

### Lançamento
Um teaser para a temporada foi lançado em janeiro de 2019. Os episódios foram lançados na Netflix em todo o mundo, em 18 de janeiro de 2019.

## Recepção da crítica
No Rotten Tomatoes, a temporada tem uma classificação de aprovação de 6074% com uma classificação média de 6.73/ 10, com base em 35 avaliações. O consenso crítico do site diz: "A segunda temporada do Justiceiro deixa os fãs divididos entre a diversão inegavelmente cheia de ação e o retrato assombroso do carismático Frank Castle" O Metacritic, que usa uma média ponderada, atribuiu à temporada uma pontuação de 58 de 100 com base em 6 críticas, indicando "críticas mistas ou médias".